# 31 mars en sport
31 février 31 avril
Chronologies thématiques
- Croisades
- Ferroviaires
- Disney

Le 31 mars (90e jour de l'année ou 91e en cas d'année bissextile) en sport.

## Événements

### XIXesiècle
- 1860 :
  - (Aviron) : The Boat Race entre les équipes universitaires d'Oxford et de Cambridge. Cambridge s'impose[1].
- 1880 :
  - (Cyclisme) : l’Anglais Henry Lawson perfectionne le vélo des frères Michaux en y adaptant un système de pédalier avec chaine.
- 1883 :
  - (Football) :
    - (Coupe d'Angleterre) : finale de la 12e FA Challenge Cup (84 inscrits). Blackburn Olympic 2, Old Etonians 0. 8 000 spectateurs au Kennington Oval.
    - (Coupe d'Écosse) à Glasgow (Hampden Park), finale de la 10e édition de la Coupe d'Écosse. Dumbarton et Vale of Leven, 2-2. 15 000 spectateurs. Finale à rejouer.
- 1886 :
  - (Football) : à Glasgow (Hampden Park), l'Écosse et l'Angleterre font match nul, 1-1 devant 11 000 spectateurs.
- 1888 :
  - (Football) : à Belfast (Ballynafeigh Park), l'Angleterre s'impose 5-1 face à l'Irlande devant 6 000 spectateurs.
- 1889 :
  - (Boxe anglaise) : l'Irlandais Ike Weir (en) devient le premier champion du monde poids plumes de boxe anglaise de l'histoire[2].

### XXesièclede1901à1950
- 1904 :
  - (Automobile) : à Nice, Arthur Duray établit un nouveau record de vitesse terrestre : 142,85 km/h.
  - (Automobile) : à Nice, Louis Rigolly établit un nouveau record de vitesse terrestre : 152,53 km/h.
- 1912 :
  - (Rugby à XV) : au stade des Ponts Jumeaux à Toulouse, devant 15 000 spectateurs, le Stade toulousain remporte son premier titre de champion de France en battant en finale le Racing club de France 8 - 6.

### XXesièclede1951à2000
- 1962 :
  - (Athlétisme) : John Uelses porte le record du monde du saut à la perche à 4,89 mètres.
- 1975 :
  - (Rallye automobile) : arrivée du Rallye Safari.
- 1996 :
  - (Formule 1) : Grand Prix automobile du Brésil.

### XXIesiècle
- 2001 :
  - (Natation) : le nageur américain Ed Moses bat le Record du monde de natation messieurs du 50 mètres brasse à Austin (Texas), en 27,39 secondes.
- 2002 :
  - (Formule 1) : Grand Prix automobile du Brésil.
- 2007 :
  - (Football /Coupe de la Ligue) ) : les Girondins de Bordeaux remportent leur deuxième Coupe de la Ligue de football en battant l'Olympique lyonnais en finale au Stade de France, 1-0, grâce à un but de Henrique à la 89e minute de la rencontre.
- 2013 :
  - (Cyclisme sur route) : Fabian Cancellara remporte le Tour des Flandres 2013.
- 2016 :
  - (Patinage artistique /Championnats du monde) : à Boston, les Français Gabriella Papadakis et Guillaume Cizeron conserve leur titre mondial de danse sur glace conquis en 2015.
- 2018 :
  - (Football /Coupe de la Ligue) : Au Stade Matmut-Atlantique de Bordeaux, le Paris Saint-Germain reste le maître de la Coupe de la Ligue. Le club de la capitale a obtenu un 5e sacre de rang dans cette compétition, le 8e de son histoire contre Monaco (3-0). Les Parisiens ont fait la différence par Edinson Cavani sur penalty (8e) puis à la (85e) et Ángel Di María à la (21e).

## Naissances

### XIXesiècle
- 1870 :
  - Tommy Ryan, boxeur américain. Champion du monde poids welters de boxe de 1894 à 1898 puis champion du monde poids moyens de boxe de 1898 à 1907. († 3 août 1948).
- 1875 :
  - Edmond Jacquelin, cycliste sur piste français. Champion du monde de cyclisme sur piste de la vitesse individuelle 1900. († 29 juin 1928).
- 1878 :
  - Jack Johnson, boxeur américain. Champion du monde de boxe poids lourds de 1908 à 1915. († 10 juin 1946).
  - Joseph Martinez, gymnaste français. Champion du monde de gymnastique artistique du concours général individuel et par équipes, de la barre fixe, des barres parallèles puis des anneaux 1903, champion du monde de gymnastique artistique du concours général par équipes, des barres parallèles puis de la barre fixe 1905 et champion du monde de gymnastique artistique du concours général par équipes, des barres parallèles puis de la barre fixe 1909. († 31 mai 1946).
- 1886 :
  - Vlastimil Lada-Sázavský, sabreur bohémien puis tchécoslovaque. Médaillé de bronze du sabre par équipes aux Jeux de Londres 1908. († 22 avril 1956).
  - Enoch West, footballeur anglais. († ? septembre 1965).
- 1890 :
  - Benjamin Adams, athlète de sauts américain. Médaillé d'argent de la hauteur sans élan et de bronze de la longueur sans élan aux Jeux de Stockholm 1912. († 15 mars 1961).

### XXesièclede1901à1950
- 1928 :
  - Gordie Howe, hockeyeur sur glace canadien. († 10 juin 2016).
- 1936 :
  - Bob Pulford, hockeyeur sur glace puis entraîneur et dirigeant sportif canadien.
- 1938 :
  - Bill Hicke, hockeyeur sur glace canadien. († 18 juillet 2005).
- 1939 :
  - Karl-Heinz Schnellinger, footballeur allemand. Vainqueur de la Coupe d'Europe des vainqueurs de coupe 1968 et 1973 puis de la Coupe des clubs champions 1969. (47 sélections en équipe nationale). († 20 mai 2024).
  - Chris Smith, basketteur américain.
- 1946 :
  - Klaus Wolfermann, athlète de lancers allemand. Champion olympique du javelot aux Jeux de Munich 1972. († 18 décembre 2024).
- 1949 :
  - Gilles Gilbert, hockeyeur sur glace canadien. († 6 août 2023).
- 1952 :
  - Anders Olofsson, pilote de courses automobile d'endurance suédois. († 22 janvier 2008).
  - Paul-Heinz Wellmann, athlète de demi-fond allemand. Médaillé de bronze du 1 500m aux Jeux de Montréal 1976.
- 1959 :
  - Thierry Claveyrolat, cycliste sur route français. († 7 septembre 1999).

### XXesièclede1951à2000
- 1965 :
  - Tom Barrasso, hockeyeur sur glace américain. Médaillé d'argent aux Jeux de Salt Lake City 2002.
- 1968 :
  - César Sampaio, footballeur brésilien. Vainqueur de la Copa América 1997 et de la Copa Libertadores 1999.
- 1969 :
  - Francesco Moriero, footballeur italien. Vainqueur de la Coupe UEFA 1998. (8 sélections en équipe nationale).
  - Steve Smith, basketteur américain. Champion olympique aux Jeux de Sydney 2000. Champion du monde de basket-ball 1994. (26 sélections en équipe nationale).
- 1971 :
  - Pavel Bure, hockeyeur sur glace soviétique puis russe. Médaillé d'argent aux Jeux de Nagano 1998 puis médaillé de bronze aux Jeux de Salt Lake City 2002. Champion du monde de hockey sur glace 1990.
- 1975 :
  - Sébastien Josse, navigateur français.
  - Toni Gardemeister, pilote de rallye automobile finlandais.
- 1976 :
  - Sébastien Frangolacci, volleyeur français. (99 sélections en équipe de France).
  - Roberto González Valdez, pilote de courses automobile d'endurance mexicain.
- 1977 :
  - Cal Bowdler, basketteur américain.
- 1978 :
  - Jérôme Rothen, footballeur puis consultant TV français. (13 sélections en équipe de France).
- 1980 :
  - Malik Joyeux, surfeur français. († 2 décembre 2005).
  - Michael Ryder, hockeyeur sur glace canadien.
  - Chien-Ming Wang, joueur de baseball chinois.
- 1982 :
  - Serhiy Lichtchouk, basketteur ukrainien. Vainqueur de l'EuroCoupe de basket-ball 2010 et 2014.
  - David Poisson, skieur alpin français. Médaillé de bronze de la descente aux Mondiaux de ski alpin 2013. († 13 novembre 2017).
- 1983 :
  - Hashim Amla, joueur de cricket sud-africain. (113 sélections en Test cricket).
  - Vlásios Máras, gymnaste grec. Champion du monde de gymnastique artistique de la barre fixe 2001 et 2002. Champion d'Europe de gymnastique artistique masculine de la barre fixe 2002, 2004, 2006, 2009 et 2010.
- 1984 :
  - David Clarkson, hockeyeur sur glace canadien.
  - Martins Dukurs, skeletoneur letton.
  - Osama Hawsawi, footballeur saoudien. (92 sélections en équipe nationale).
  - Anna Pierce, athlète de demi-fond américaine.
- 1985 :
  - Jason Cain, basketteur américain.
  - Jesper Hansen, footballeur danois.
  - Augusto Sobrinho, basketteur portugais.
- 1989 :
  - Syam Ben Youssef, footballeur franco-tunisien. (42 sélections avec l'équipe de Tunisie).
  - Giovanni Sio, footballeur franco-ivoirien. (24 sélections avec l'équipe de Côte d'Ivoire).
- 1992 :
  - William Gros, footballeur franco-malgache. (5 sélections avec l'équipe de Côte de Madagascar).
  - Ben Toolis, joueur de rugby à XV écossais. (8 sélections en équipe nationale).
- 1993 :
  - Tomáš Holeš, footballeur tchèque.
- 1994 :
  - Mads Würtz Schmidt, cycliste sur route danois.
- 1997 :
  - Kevin Tshiembe, footballeur danois.
- 1999 :
  - Santiago Chocobares, joueur de rugby à XV argentin. (15 sélections en équipe nationale).
  - Edon Zhegrova, footballeur international Kosovar.
  - Malick Fofana, footballeur international espoir belge.

### XXIesiècle
- 2005 :
  - Reed Baker-Whiting, footballeur américain.

## Décès

### XIXesiècle
- 1900 :
  -  Wilhelm Bauer, pilote automobile allemand. (° ? 1865).

### XXesièclede1901à1950
- 1908 :
  -  Jimmy Crabtree, 36 ans, footballeur anglais. (14 sélections en équipe nationale). (° 23 décembre 1871).
- 1915 :
  -  Wyndham Halswelle, 32 ans, athlète de sprint britannique. Champion olympique du 400m aux Jeux de Londres 1908. († 30 mai 1882).

### XXesièclede1951à2000
- 1956 :
  - - Ralph DePalma, 73 ans, pilote de courses automobile italo-américain. Vainqueur des 500 miles d'Indianapolis 1915. (° 19 décembre 1882).
- 1974 :
  -  Victor Boin, 88 ans, poloïste, nageur, épéiste puis journaliste et dirigeant sportif belge. Médaillé d'argent du water-polo aux jeux de Londres 1908 et médaillé de bronze aux Jeux de Stockholm 1912 puis médaillé d'argent à l'épée par équipes aux Jeux d'Anvers 1920. Fondateur de clubs de hockey sur glace. (° 28 février 1886).
- 1975 :
  -  Virginio Rosetta, 73 ans, footballeur puis entraîneur italien. Médaillé de bronze aux Jeux d'Amsterdam 1928. Champion du monde de football 1934. (52 sélections en équipe nationale). (° 25 février 1902).
- 1980 :
  -  Jesse Owens, 66 ans, athlète de sprint et de sauts américain. Champion olympique du 100m, 200m, du relais 4×100m et de la longueur aux Jeux de Berlin 1936. Détenteur du Record du monde du Saut en longueur du 25 mai 1935 au 12 août 1960. (° 12 septembre 1913).

### XXIesiècle
- 2003 :
  -  Fermín Vélez, 43 ans, pilote de courses automobile d'endurance espagnol. (° 3 avril 1959).
- 2011 :
  -  Claudia Heill, 29 ans, judokate autrichienne. Médaillée d'argent des -63 kg aux Jeux d'Athènes 2004. (° 24 janvier 1982).
- 2017 :
  -  Rubén Amaro, Sr., 82 ans, joueur de baseball puis dirigeant sportif américain. (° 6 janvier 1936).
  -  Mike Hall, 35 ans, cycliste sur route britannique. (° 4 juin 1981).